# 金允植
金 允植（きん いんしょく、キム・ユンシク、朝鮮語: 김윤식、（1835年 - 1922年1月22日）は、19世紀から20世紀前半にかけての朝鮮の政治家・漢学者。文集に『雲養集』、『天津談草』、『陰晴史』、『壬申零稿』などがある。朋党政治においては老論派に属した。

## 生涯
京畿道広州府出身。同治13年（1874年）に増広試に合格し、甲申政変では事大党に与し清の袁世凱の援軍を得て開化派を取り除いた。甲午改革で誕生した金弘集内閣では外部大臣を務めた。建陽元年（1896年）に露館播遷が起こると、乙未事変を座視したという理由で済州島に配流されたが、光武11年（1907年）に赦免された。
日韓併合に協力して、併合後に日本政府から子爵（朝鮮貴族）を授けられるが、三・一運動の際に韓国独立請願書を日本政府と朝鮮総督府に提出して、弾圧後に幽閉。1919年7月17日、爵位を剥奪、同月31日、正四位返上を命じられる。
大倧教の教主である羅喆を援助してその教徒になった。

## 肖像

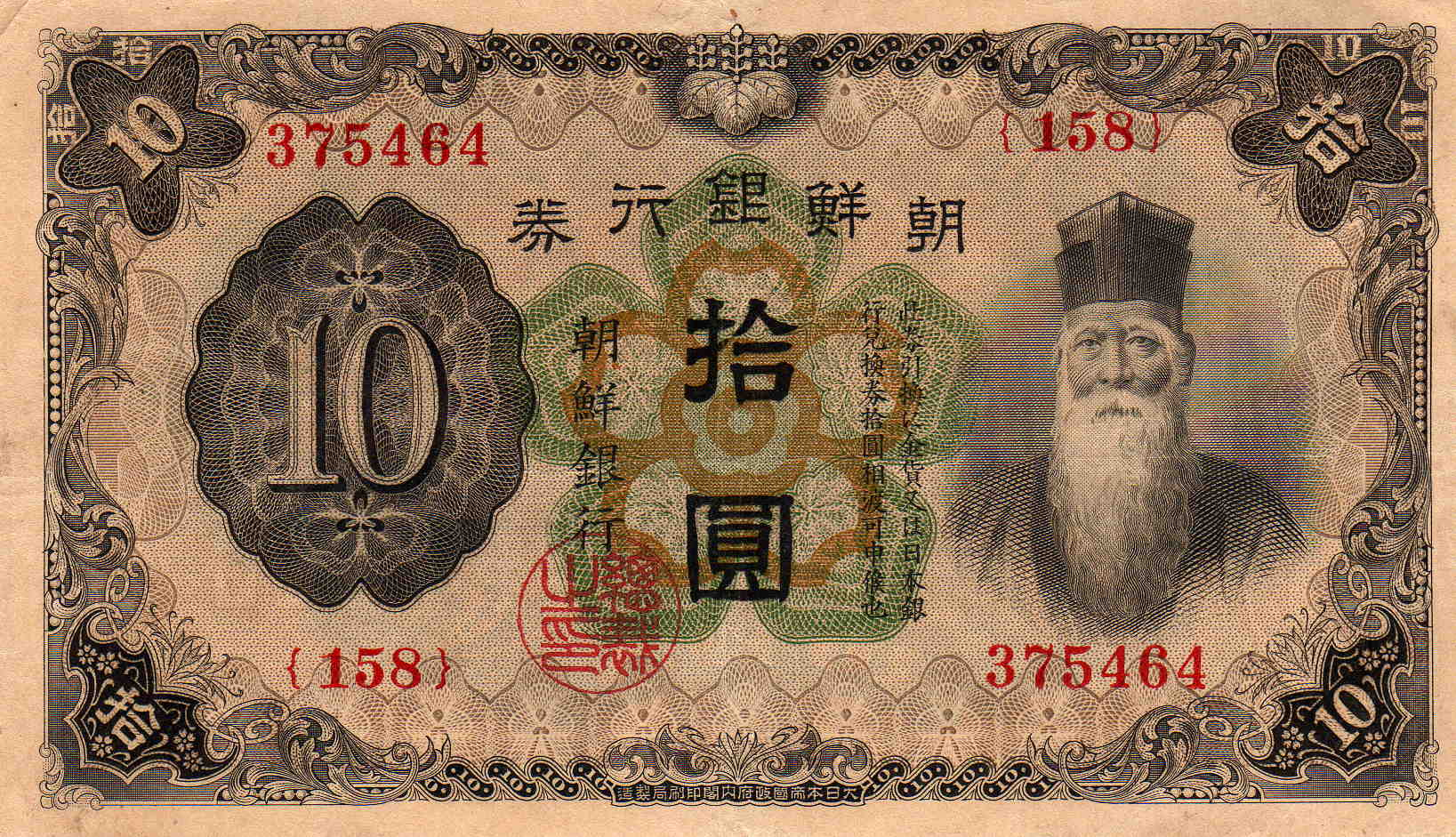
金允植がモデルとされる朝鮮銀行券

日韓併合に対する功績のためか、大正4年（1915年）以後に発行された朝鮮の紙幣であった朝鮮銀行券は、金允植をモデルとしたものといわれている寿老人の肖像が入るようになった（異説あり。日本では生存中の人物を紙幣の肖像として採用した例はないが、モデルとしてならば明治時代に神功皇后が紙幣の肖像になった際に生存中の無名の女性をモデルにしている。ほか、大韓帝国期に渋沢栄一を肖像にした第一銀行券が公式に使用されていた）。この紙幣は金允植が爵位を剥奪された後も長く発行され、第二次世界大戦での日本の敗戦により日本による支配が終焉を迎えた後もしばらく有効であった。